# Франческо Піо Еспозіто
Франческо Піо Еспозіто (італ. Francesco Pio Esposito, нар. 28 червня 2005, Кастелламмаре-ді-Стабія, Італія) — італійський футболіст, нападник міланського «Інтера».

## Ігрова кар'єра

### Клубна
Франческо Піо Еспозіто є вихованцем клубної академії міланського «Інтера», де він займався футболом з 2014 року. У віці 17 - ти років нападник грав в складі команди «Інтера» (U-19) та в Юнацькій лізі сезону 2022/23. В липні 2023 року футболіст підписав з клубом професійний контракт до 2027 року.
А в серпні 2023 року для набору ігрової практики нападника відправили в оренду в клуб Серії В «Спеція», де він провів наступні два сезони. Першу гру в складі «Спеції» Еспозіто провів 14 серпня в кубковому поєдинку проти «Венеції».
В квітні 2025 року нападник продовжив контракт з «Інтером» до 2030 року. З приходом до команди тренера Крістіана Ківу Еспозіто був ключений в основу і в червні 2025 року на Клубному чемпіонаті світу у США дебютував у першій команді.

### Збірна
У 2023 році в складі юнацької збірної Італії (U-19) Франческо Еспозіто став переможцем юнацького чемпіонату Європи, що проходив на Мальті.
Також у 2023 році в складі молодіжної збірної Італії Еспозіто брав участь у молодіжному чемпіонаті світу в Аргентині, де команда Італії стала срібним призером турніру.

## Титули
Італія (U-20)
 Віце - чемпіон світу: 2023
Італія (U-19)
 Чемпіон Європи:2023
Індивідуальні
- Гравець року в Серії В: 2023/24